# У чорта на куличках (фільм)
«У чорта на куличках» (італ. Quo vado?, від лат. Quo Vadis? — Куди йдеш?; також зустрічається варіант перекладу «У дідька на рогах») — італійська комедія режисера Дженнаро Нунціанте. Світова прем'єра відбулася 1 січня 2016 року.

## Сюжет
Кекко служив в Управлінні полювання і рибальства. Але в міністерстві вирішили скоротити штати. Тих, хто відмовлявся звільнятися, посилали у відрядження «до чорта на кулички». Кекко не захотів розлучатися зі службою і почався період пригод в його житті. В черговий раз Кекко відправили на Північний полюс, де він зустрів своє кохання.

## Касові збори
Фільм зібрав €65,3 мільйона, ставши найкасовішим італійським фільмом усіх часів.

## Ремейк
2022 року вийшов ремейк фільму під назвою «Працівник року», знятий режисером Жеромом Коммандером із Крістіаном Клав'є в головній ролі.